# Березівські мінеральні води

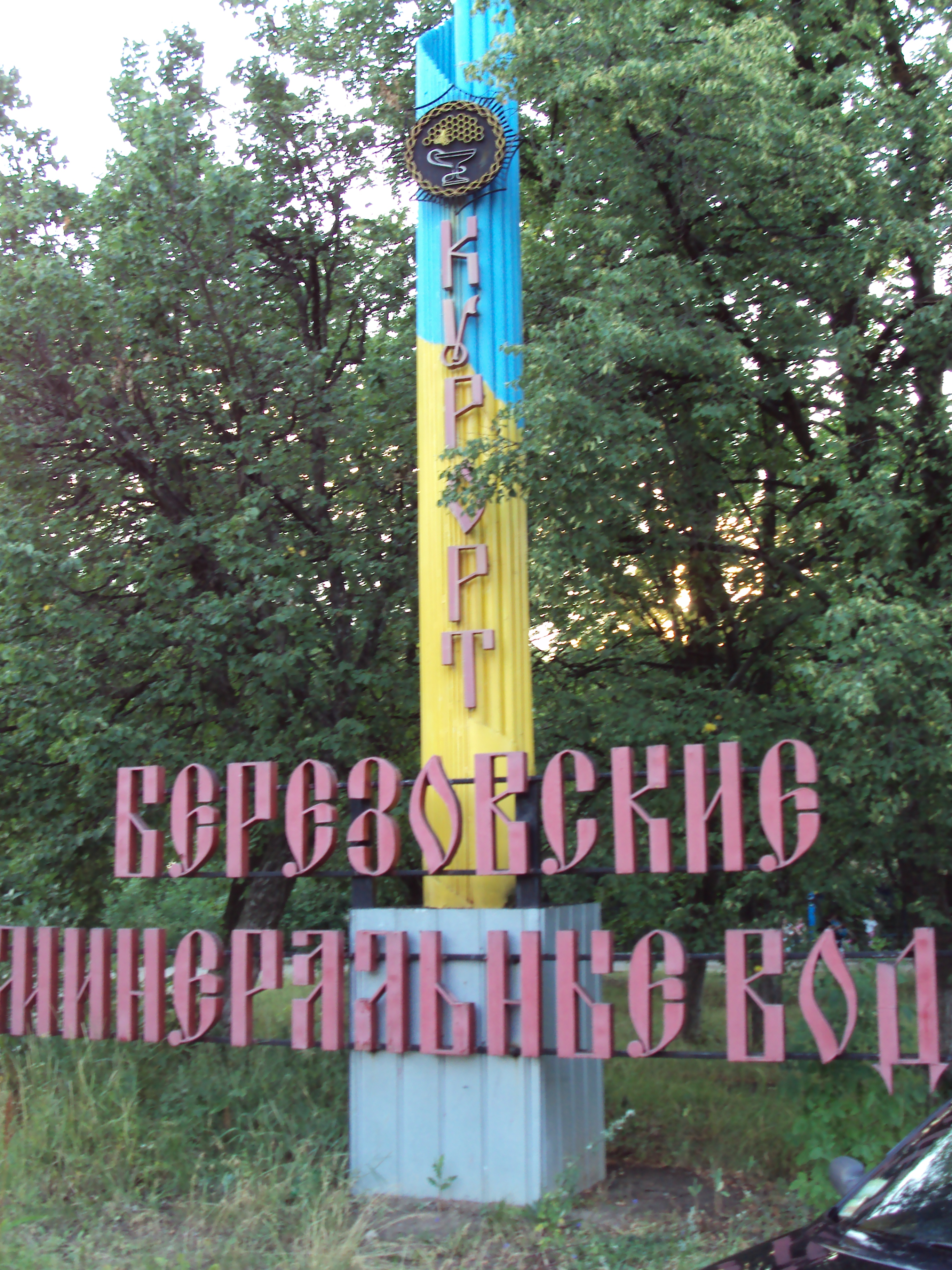
Знак при вході до курорту

Бере́зівські мінера́льні во́ди (Бермінводи) — бальнеологічний, переважно питний, курорт, що знаходиться в 25 км на захід від Харкова. Є одним з найстаріших подібних європейських курортів. Основним природним лікувальним фактором курорту є питна мінеральна вода «Березівська» — слабомінералізована гідрокарбонатна кальцієво-натрієво-магнієва вода з вмістом кремнієвої кислоти (0,036 г/л) і значним вмістом органічних речовин (0,016 г/л).
У другій половині XIX століття зафіксована місцева назва цих місцин «Теплі води».

## Географія
Курорт знаходиться в Харківській області, Дергачівському районі, знаходиться в околицях смт. Пересічної (зал. з.п. Курортна, Південної залізниці), в селищі Березівському, що за 25 кілометрів від Харкова, на лівому схилі Березівської балки, яка впадає в долину річки Уди.

Розташований на висоті 175 м над рівнем моря на схилах Березівської балки. Клімат помірно континентальний: тепле, сухе літо (середньомісячна температура в липні +28 ° С) і помірно м'яка зима (середньомісячна температура в січні -7 ° С). Кількість опадів — 511 мм за рік.

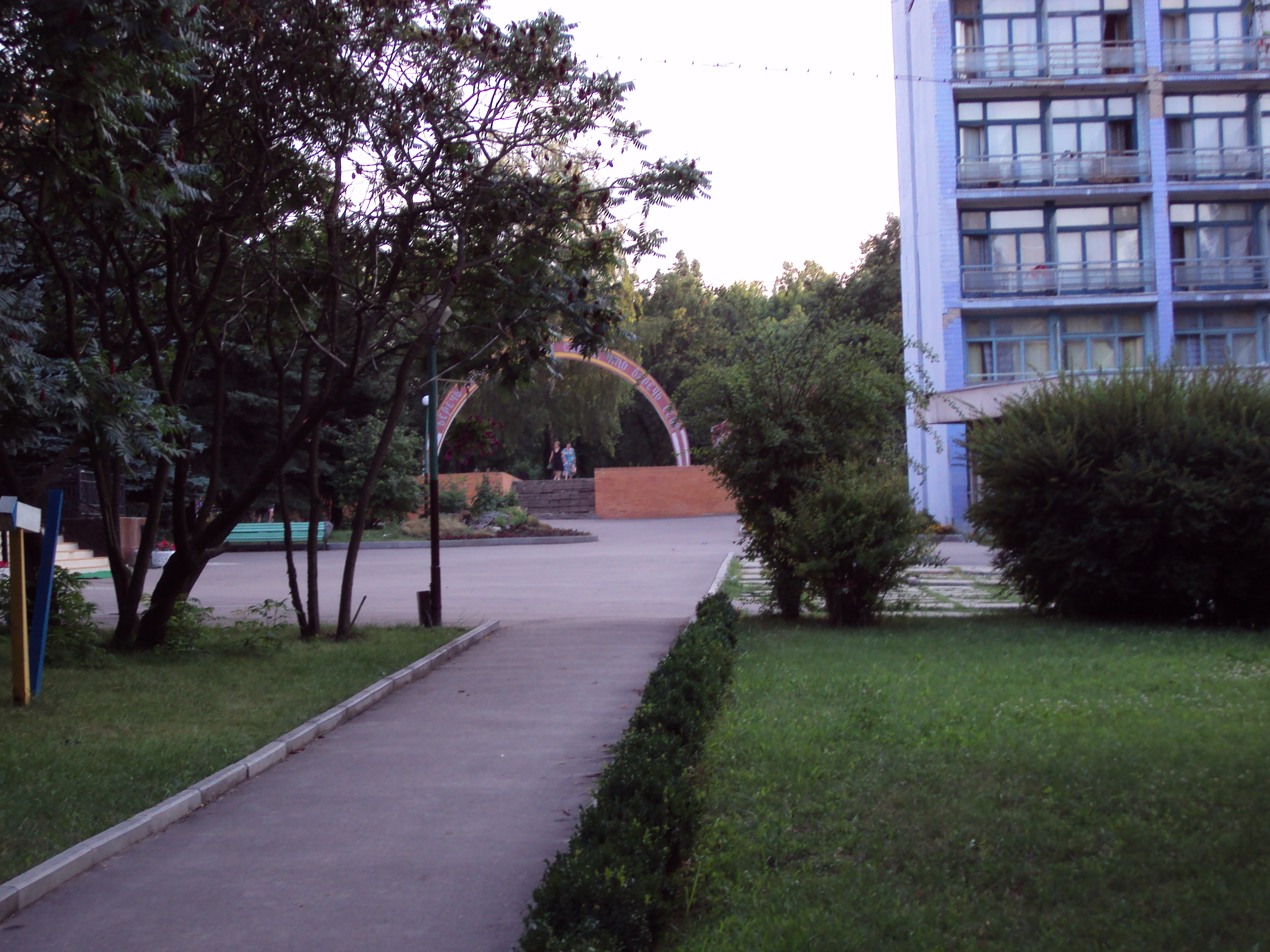
Центральна алея та 6-й корпус курорту